# محمود ديمير
محمود دمير (بالتركية: Mahmut Demir)‏ هو لاعب كرة الصالات ‏ ولاعب كرة قدم تركي، ولد في 1982.